# Litoria micromembrana
Litoria micromembrana (Nodugl Treefrog) es una especie de anfibio anuro del género Litoria, de la familia Hylidae.

## Distribución geográfica
Es originaria de Nueva Guinea Occidental (Indonesia) y Papúa Nueva Guinea.